# Pentatlo moderno nos Jogos Pan-Americanos de 2011 - Masculino
A competição masculina do pentatlo moderno nos Jogos Pan-Americanos de 2011 foi disputada em 16 de outubro no Club Hípica, em Guadalajara, com 25 pentatletas.
O pentatleta da América do Norte e da América do Sul mais bem colocados, juntamente com outros dois pentatletas ainda não qualificados, independentemente da região, estarão habilitados para competir nos Jogos Olímpicos de Verão de 2012 em Londres.

## Calendário
Horário local (UTC-6).
| Data          | Horário | Fase                          |
| ------------- | ------- | ----------------------------- |
| 16 de outubro | 9:00    | Esgrima                       |
| 16 de outubro | 12:00   | Natação                       |
| 16 de outubro | 14:15   | Hipismo                       |
| 16 de outubro | 16:30   | Evento combinado tiro/corrida |

## Medalhistas
| Ouro   | MEX Óscar Soto      |
| Prata  | GUA Andrei Gheorghe |
| Bronze | CHI Esteban Bustos  |

## Resultados
| Pos.              | Pentatleta                 | Esgrima Vitórias (pts) | Natação Tempo (pts) | Hipismo Pen. (pts) | Combinado tiro/corrida Tempo (pts) | Total |
| ----------------- | -------------------------- | ---------------------- | ------------------- | ------------------ | ---------------------------------- | ----- |
| Medalha de ouro   | MEX Óscar Soto             | 14 (892)               | 2:09.27 (1252)      | 0.00 (1200)        | 10:53.24 (2384)                    | 5728  |
| Medalha de prata  | GUA Andrei Gheorghe        | 18 (1036)              | 2:16.13 (1168)      | 36.00 (1164)       | 11:13.63 (2304)                    | 5672  |
| Medalha de bronze | CHI Esteban Bustos         | 14 (892)               | 2:13.00 (1204)      | 8.00 (1192)        | 10:57.23 (2368)                    | 5656  |
| 4                 | USA Dennis Bowsher         | 12 (820)               | 2:03.84 (1316)      | 0.00 (1200)        | 11:12.01 (2308)                    | 5644  |
| 5                 | ARG Emmanuel Zapata        | 14 (892)               | 2:09.98 (1244)      | 0.00 (1200)        | 11:25.58 (2256)                    | 5592  |
| 6                 | USA Samuel Sacksen         | 11 (784)               | 2:08.91 (1256)      | 80.00 (1120)       | 10:47.3 (2408)                     | 5568  |
| 7                 | GUA Nikkos Papadopolo      | 17 (1000)              | 2:09.24 (1252)      | 0.00 (1200)        | 12:13.68 (2064)                    | 5516  |
| 8                 | CAN Joshua Riker Fox       | 17 (1000)              | 2:10.23 (1240)      | 52.00 (1148)       | 12:22.14 (2028)                    | 5416  |
| 9                 | CAN Christopher Pietruczuk | 11 (784)               | 2:11.03 (1228)      | 0.00 (1200)        | 11:48.45 (2164)                    | 5376  |
| 10                | MEX Abraham Camacho        | 10 (748)               | 2:11.79 (1220)      | 88.00 (1112)       | 11:21.55 (2271)                    | 5352  |
| 11                | BRA Luis Magno             | 10 (736)               | 2:06.91 (1280)      | 24.00 (1176)       | 11:53.62 (2144)                    | 5336  |
| 12                | BRA Wagner Romão           | 13 (856)               | 2:07.22 (1276)      | 144.00 (1056)      | 12:00.63 (2116)                    | 5292  |
| 13                | CUB Yaniel Velázquez       | 10 (748)               | 2:11.10 (1228)      | 0.00 (1200)        | 12:00.63 (2144)                    | 5292  |
| 14                | ECU David Ruales           | 12 (820)               | 2:16.03 (1168)      | 40.00 (1160)       | 11:53.96 (2144)                    | 5292  |
| 15                | CUB Abel Álvarez           | 7 (640)                | 2:11.20 (1228)      | 20.00 (1180)       | 11:57.38 (2128)                    | 5176  |
| 16                | ARG Sergio Villamayor      | 14 (880)               | 2:25.48 (1056)      | 0.00 (1200)        | 12:33.54 (1988)                    | 5124  |
| 17                | CHI Cristian Bustos        | 9 (712)                | 2:17.68 (1148)      | 152.00 (1048)      | 12:33.45 (1988)                    | 4896  |
| 18                | DOM Yacil Valera           | 15 (928)               | 2:23.93 (1076)      | 20.00 (1180)       | 13:46.86 (1696)                    | 4880  |
| 19                | ECU Roberto Arauz          | 8 (676)                | 2:22.66 (1088)      | 40.00 (1160)       | 13:30.21 (1760)                    | 4684  |
| 20                | VEN Luis Jiménez           | 9 (712)                | 2:43.06 (844)       | 12.00 (1188)       | 12:50.90 (1920)                    | 4664  |
| 21                | DOM Julio Benjamin         | 14 (892)               | 2:19.98 (1124)      | 368.00 (832)       | 14:33.07 (1508)                    | 4356  |
| 22                | URU Luis Siri              | 7 (640)                | 2:36.34 (924)       | 172.00 (1028)      | 16:23.73 (1068)                    | 3660  |
| 23                | PAN Armando Abaunza        | 6 (604)                | 2:18.71 (1136)      | 640.00 (560)       | 16:27.40 (1052)                    | 3352  |
| 24                | VEN Eduardo Salas          | 6 (604)                | 2:13.49 (1200)      | 1112.00 (88)       | 16:53.21 (948)                     | 2840  |
|                   | PAN José Guitián           | 19 (1072)              | DSQ (0)             | DNS (0)            | DNS (0)                            | DNF   |